# St. Jakob (Vötting)

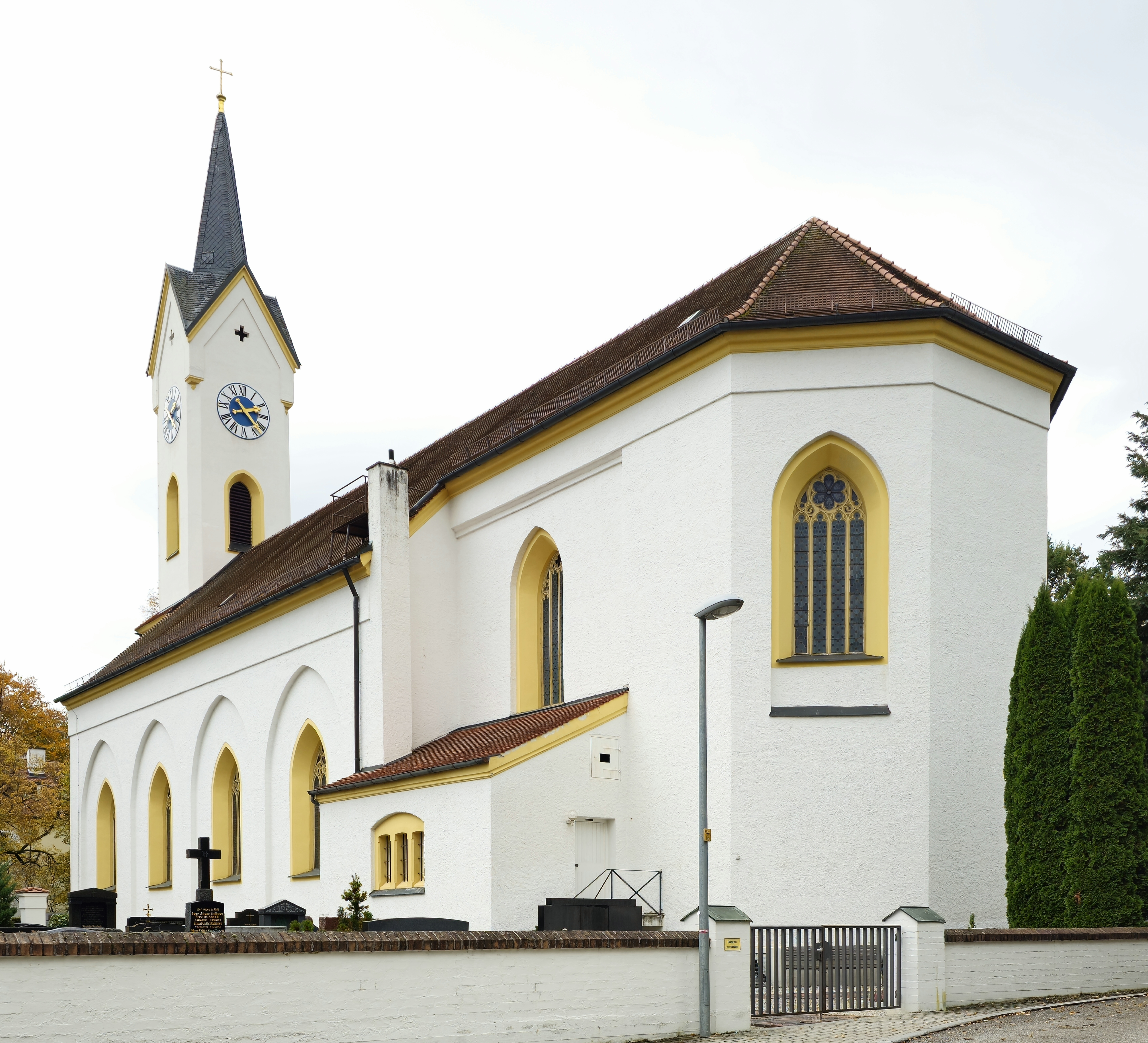
St. Jakob

Innenansicht zum Chor

St. Jakob ist die Pfarrkirche des Freisinger Stadtteils Vötting. Zur Pfarrei gehören auch die Filialkirche St. Ulrich in Hohenbachern und einige kleinere Kapellen.
Ursprünglich diente die Klosterkirche des Klosters Weihenstephan als Pfarrkirche der Pfarrei. Im Jahr 1158 erhielt die Pfarrei dann eine eigene kleine Kirche am Westhang des Weihenstephaner Berges. Als Patron für die Kirche wurde der Apostel Jakobus der Ältere gewählt. Mit der Aufhebung des Klosters Weihenstephan im Laufe der  Säkularisation im Jahr 1803 wurde wieder die Klosterkirche zur Pfarrkirche bestimmt. Die Kirche St. Jakob wurde im Oktober 1803 geschlossen und danach abgerissen. Da 1811 oder 1812 auch die Klosterkirche abgerissen wurde, stand der Pfarrei nur noch die Kirche im kleineren Nachbarort Hohenbachern zur Verfügung. Es war geplant, die Pfarrei aufzulösen und der Pfarrei St. Georg in Freising einzugliedern. Wegen des Widerstandes der Pfarrvikarie und des Ordinariats wurde dies aber nicht umgesetzt.
1851 befahl König Maximilian II. Joseph eine Neuordnung der Pfarrei mit dem neuen Namen Weihenstephan-Vötting und den Neubau einer Kirche und eines Pfarrhofes. Die Kosten für den Bau trug der Staat. 1854 begannen die Arbeiten auf einem Grundstück nördlich des Ortskernes. Die maßgeblich beteiligten Architekten waren Franz Xaver Beyschlag und Karl Klumpp d. J. (beides Mitarbeiter von Friedrich von Gärtner). Die Kirche wurde im Juni 1857 von Bischof Gregor von Scherr geweiht. Aus Kostengründen verzichtete man beim Bau der Kirche auf eine Ausmalung. Diese erhielt der Bau beim 50-jährigen Jubiläum der Grundsteinlegung 1904. Mit der Eingemeindung Vöttings nach Freising änderte sich der Name der Pfarrei. Seit 1937 trägt sie den Namen Stadtpfarrei St. Jakob Freising.